# Drosophila neocardini
Drosophila neocardini este o specie de muște din genul Drosophila, familia Drosophilidae, descrisă de Streisinger în anul 1946. Conform Catalogue of Life specia Drosophila neocardini nu are subspecii cunoscute.